# Kirche des Fliegenden Spaghettimonsters Deutschland
Die Kirche des Fliegenden Spaghettimonsters Deutschland e.V. (abgekürzt: KdFSMD) ist ein im Jahr 2006 in Templin gegründeter gemeinnütziger Verein. Sie entstand in Folge der Veröffentlichung des Buches Das Evangelium des Fliegenden Spaghettimonsters und dessen medialer Verbreitung. Sie versteht sich als Weltanschauungsgemeinschaft und bezieht sich sowohl auf die Gottheit des Fliegenden Spaghettimonsters als auch auf den evolutionären Humanismus.

## Geschichte
Die Kirche des Fliegenden Spaghettimonsters Deutschland entstand als Teil eines weltweiten Internetphänomens als Reaktion auf Das Evangelium des Fliegenden Spaghettimonsters. In Deutschland wurde die Kirche des Fliegenden Spaghettimonsters Berlin-Brandenburg als Verein gegründet. Später öffnete dieser sich bundesweit und wurde 2011 als gemeinnützige Körperschaft anerkannt, die „ausschließlich und unmittelbar kirchliche Zwecke“ fördere. Satzungsgemäßes Ziel der KdFSMD ist die Verbreitung einer offenen und toleranten Ethik im Sinne des evolutionären Humanismus. Bis 2021 war Rüdiger Weida (auch Bruder Spaghettus) Vorsitzender, ihm folgte Mario Ickert (auch Bruder Mayo) als Vereinsvorsitzender nach. Die KdFSMD hat nach eigener Auskunft deutschlandweit 633 Mitglieder (Stand: 2024).

## Wirken
Die KdFSMD versteht sich als eine den Religionsgemeinschaften gleichgestellte Weltanschauungsgemeinschaft. Dabei fordert sie den Abbau von Begünstigungen, wie sie Religionsgemeinschaften mit dem Status als Körperschaft des öffentlichen Rechts erhalten und deren Unterstellung unter das Vereinsrecht. Sie nimmt sowohl Bezug zur Gottheit des Fliegenden Spaghettimonsters (englisch: Flying Spaghetti Monster, kurz: FSM) als auch zum evolutionären Humanismus. So verband sich der Überbau des Evangeliums des Fliegenden Spaghettimonsters mit dem „erdverbundenen“ Manifest des evolutionären Humanismus, wie Deutschlandfunk Kultur feststellte. In ihrem praktischen Wirken bietet sie Bildungsarbeit wie Schulstunden im Ethikunterricht und Religionskunde, ein Förderprogramm für Evolutionswege und rituelle Handlungen wie Trauungen (auch gleichgeschlechtliche), Gebäudeeinweihungen, Enttaufungen und freitags eine Nudelmesse in Templin.

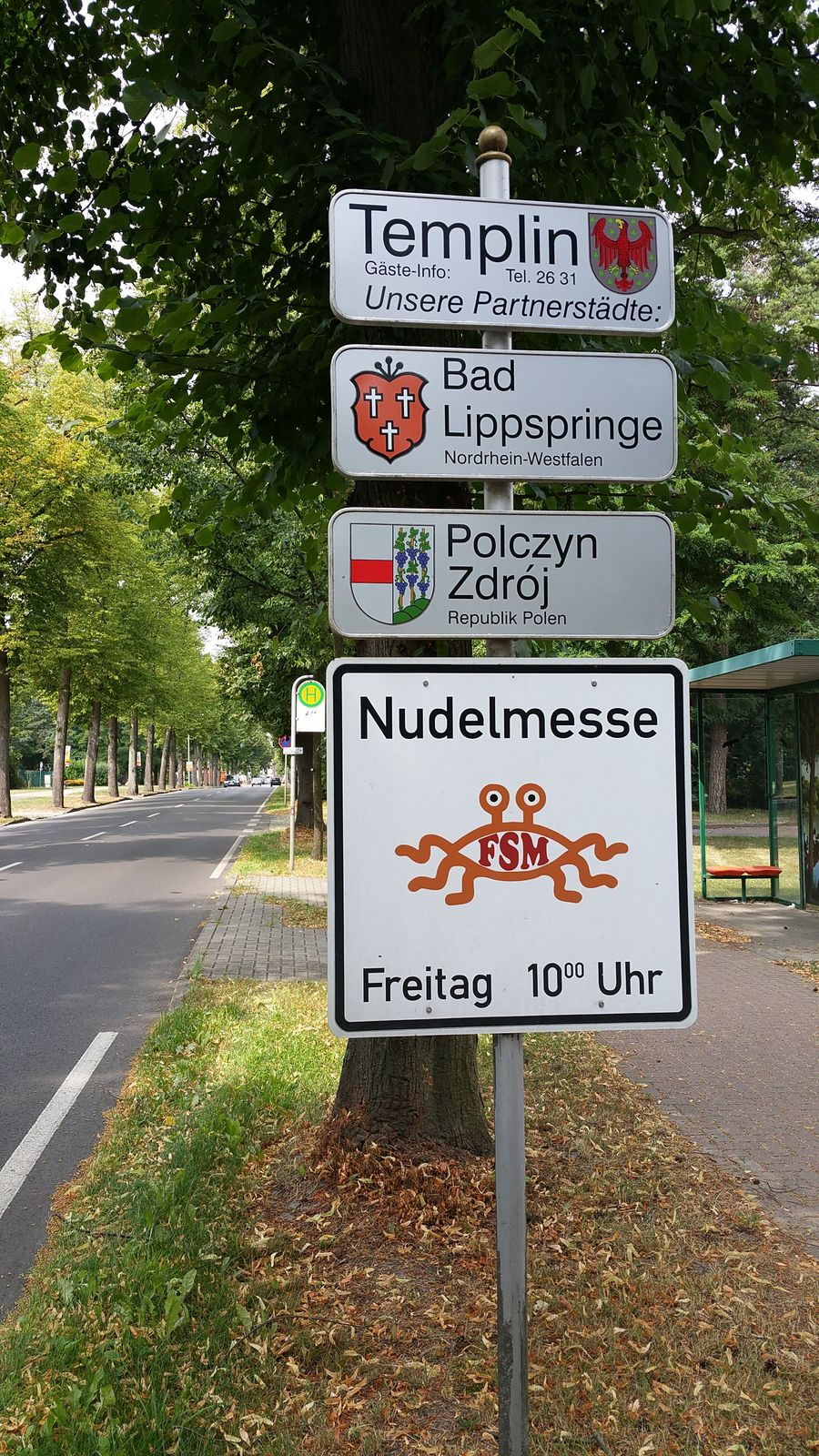
Hinweisschild auf Nudelmesse in Templin

Die Aufstellung von Nudelmesse-Hinweisschildern an den vier Zufahrtsstraßen Templins und die darauffolgende politische und rechtliche Auseinandersetzung machten den Verein überregional und international bekannt. Der Landesbetrieb Straßenwesen in Brandenburg hatte im Jahr 2014 das Aufstellen der Schilder zunächst genehmigt, zog diese Genehmigung jedoch auf Druck von Sabine Kunst (SPD), der damaligen Ministerin für Wissenschaft, Forschung und Kultur des Landes Brandenburg, zurück. In dem Rechtsstreit um die Aufstellung der Nudelmessen-Schilder unterlag der Verein zunächst vor dem Landgericht Frankfurt (Oder), ging jedoch vor dem Brandenburgischen Oberlandesgericht in Berufung. Die Berufung wurde am 13. April 2016 zurückgewiesen. Der Verein legte daraufhin Beschwerde vor dem Bundesverfassungsgericht ein. Die Beschwerde wurde am 11. Oktober 2018 abgewiesen. Im nächsten Schritt legte er im April 2019 Beschwerde beim Europäischen Gerichtshof für Menschenrechte in Straßburg ein, die jedoch aus formalen Gründen abgewiesen wurde. Im Oktober 2021 beschloss die Stadtverordnetenversammlung Templin, dass der Verein dauerhaft die Berechtigung erhält, die Hinweisschilder anzubringen.
Die KdFSMD fördert die Einrichtung von Evolutionswegen. Im Juni 2020 wurde in Templin anlässlich der 750-Jahr-Feier ein Evolutionsweg an die Stadt übergeben. Bürgermeister Detlef Tabbert sagte, dass der Weg „viele interessante Details zur Geologie, Biologie und Geschichte“ biete und er das Vorhaben unterstütze, da „die Evolutionstheorie wissenschaftlich erwiesen“ sei. Mit dem Evolutionsweg wolle der Verein für seine Überzeugungen und Anerkennung als Weltanschauungsgemeinschaft werben. Der Tagesspiegel zitierte Weida mit den Worten: „Wir sind eine Weltanschauungsgemeinschaft, die den evolutionären Humanismus unter die Leute bringen will. Aber wir kämpfen dafür, dass wir den Religionsgemeinschaften gleichgesetzt werden, die immer noch sehr viele ungerechtfertigte Privilegien haben.“ Dazu gehören nach Weidas Auffassung unter anderem die Befreiung der Kirchen von Steuer- und Gerichtskosten, aber auch das Sonderrecht, Menschen entsprechend ihrer Weltanschauung einstellen oder ablehnen zu dürfen. Im Oktober 2022 wurde ein Evolutionsweg in Schulzendorf eröffnet.
Auf der atheistischen Buskampagne im Mai 2019 vollzog die KdFSMD eine rituelle Umweihung der Leipziger Universitäts-Aula Paulinum im Rahmen eines Protests gegen die Verquickung von Staat und Kirche und hielt auf der Abschlusskundgebung am Brandenburger Tor in Berlin eine öffentliche Nudelmesse.
Im Bemühen um Anerkennung als Weltanschauungsgemeinschaft führt die KdFSMD seit Jahren verschiedene Gerichtsverfahren auf allen Ebenen bis hin zum Europäischen Gerichtshof für Menschenrechte. Sie sei der „Stachel im Fleisch der pseudo-säkularisierten Gesellschaft“ und das „Trojanische Pferd hinter den Kirchenmauern der Konfessionen“, so Arno Orzessek. Über ihre politischen und juristischen Bemühungen berichten Kirchenvertreter im Dokumentarfilm I, Pastafari: A Flying Spaghetti Monster Story aus dem Jahr 2019. Derzeit ist eine Verfassungsbeschwerde zur Anerkennung des Piratenkopftuchs als weltanschauliche Kopfbedeckung anhängig, bei der die KdFSMD vom Institut für Weltanschauungsrecht (ifw) unterstützt wird. Damit sollen drei juristische Aspekte geklärt werden:
- Staatliche Befugnis, zu entscheiden, welche Organisation als Kirche oder Religionsgemeinschaft gilt
- Gleichberechtigung von Weltanschauungs- und Religionsgemeinschaften
- Stärke der religiösen oder weltanschaulichen Pflicht

## Nudelmesse
In Deutschland hat sich die Praxis entwickelt, sogenannte Heilige Nudelmessen abzuhalten, die in acht zeremoniellen Schritten begangen wird, u. a. mit dem Glaubensbekenntnis „Monster Unser“ und heiligem Abendmahl. Beim Abendmahl gibt es im Unterschied zum christlichen Abendmahl weder „Fleisch von seinem Fleisch“ noch „Blut von seinem Blut“, sondern „Nudel von Seinen nudligen Anhängseln“ und „Bier von Seinem Biervulkan“. Laut FAZ geht es manchen der Anwesenden beim Abendmahl darum, Religion zu verballhornen und die Kirche zu kritisieren. Nudelmessen finden freitags, samstags oder an anderen Tagen zu besonderen Anlässen statt.

## Pastafarische Kopfbedeckung auf Ausweisdokumenten
Im Jahr 2021 erhielt ein Mitglied der KdFSMD einen Personalausweis, auf dem er mit einer Kopfbedeckung, einem Bandana, abgebildet ist. Das Tragen dieser Kopfbedeckung soll eine religiöse Praxis darstellen, es drücke die Zugehörigkeit zum Pastafaritum und den Glauben an das Fliegende Spaghettimonster aus. Der Antrag auf Ausstellung des Personalausweises wurde im Einwohnermeldeamt der Stadt Plön ohne weitere Abklärungen bearbeitet.

## Deutsche Evangelische Kirchentage
Auf dem Deutschen Evangelischen Kirchentag 2023 in Nürnberg war die KdFSMD mit einem Stand auf dem „Markt der Möglichkeiten“ vertreten. Pastafari verwandelten Wasser in Bier oder vollzogen mit einem Föhn rituelle Enttaufungen – zur allgemeinen Verblüffung, wie die Evangelische Zentralstelle für Weltanschauungsfragen feststellte.
Zur Vorbereitung des Deutschen Evangelischen Kirchentages 2027 in Düsseldorf übernahm der KdFSMD-Vorsitzende Ickert im Jahr 2024 zusätzlich den Vorsitz des Trägervereins „40. Deutscher Evangelischer Kirchentag Düsseldorf 2027 e.V.“ und wirkte an einem Programmvorschlag mit, der im Januar 2025 der Öffentlichkeit vorgestellt wurde. Von Medien wurde dieser Schritt als Kaperung bezeichnet. Ickert betonte, es gehe um die Ausrichtung eines welt- und religionsoffenen Festes: „Unsere Hand ist ausgestreckt“ mit Blick auf die Evangelische Kirche.